# Charles Estoppey
Charles Estoppey (* 15. Februar 1820 in Payerne; † 30. August 1888 in Saint-Légier; heimatberechtigt in Trey) war ein Schweizer Politiker.

## Biografie
Nach dem Studium der Rechtswissenschaft von 1840 bis 1844 an der Universität Lausanne war Estoppey Friedensrichter in Payerne von 1845 bis 1848 und anschliessend stellvertretender Staatsanwalt bis 1861. Er war ausserdem von 1849 bis 1851 Direktor des Collège von Payerne und danach eines Eisenwarengeschäftes. Ab dem Jahr 1858 war er Militärrichter, und 1862 erlangte er das Anwaltspatent. Er war Partner von Victor Ruffy in Lausanne und später von 1862 bis 1866 und von 1873 bis 1874 Kantonsrichter.
Er wurde im Jahr 1852 in den Nationalrat gewählt und hatte dort Einsitz bis 1863. Von 1866 bis 1873 und von 1874 bis 1888 war er freisinniger Staatsrat des Kantons Waadt und wurde 1875 in den Ständerat gewählt, wo er bis 1888 Einsitz hatte. Im Jahr 1875 lehnte er die Wahl in den Bundesrat ab.
Estoppey war zu Beginn in der Bundespolitik ein ungestümer Radikaler, befolgte jedoch später die politische Linie seiner Parteikollegen aus dem Kanton Waadt, wobei er nur 1878 als Befürworter des sogenannten Gotthard-Kompromisses abwich.
Er war Mitglied der Zofingia und später der Helvetia.